# Kevin Hood
Kevin Hood es un dramaturgo y guionista, conocido por contribuir con guiones a la serie de televisión de la BBC Grange Hill y a la película de 2007 titulada Becoming Jane. 

## Carrera
Un exitoso dramaturgo desde 1987 hasta 1998, Hood escribió las obras de teatro Beached, Astronomer's Garden, Sugar Hill Blues, Hammett's Apprentice y So Special. Durante este período, comenzó a colaborar en producciones televisivas. Escribió episodios de Medics y Grange Hill, una popular serie de ambiente escolar para la BBC. Más adelante co-ideó el drama criminal Silent Witness, siendo el autor de los guiones de cuatro episodios. También escribió el guion de la película para televisión de 1998 The Echo, un thriller protagonizado por Clive Owen, así como la serie In a Land of Plenty, en la que intervenían Robert Pugh; y la película Man and Boy, con Ioan Gruffudd.
En 2004, Ecosse Films contrató a Hood para colaborar en el desarrollo del guion de Becoming Jane, una película de 2007 que presenta la edad  temprana de Jane Austen. La guionista Sarah Williams había completado varios borradores en el momento de la incorporación de Hood al proyecto. Robert Bernstein, productor de Ecosse, creía que el trabajo anterior de Hood poseía "una sensibilidad romántica": "Hay una cualidad poética que impregna su escritura, así como también una verdad emocional rigurosa que pensé que era importante para Jane". Hood aceptó unirse a la producción porque pensaba que "la historia es importante y muy inspiradora para el desarrollo de Orgullo y prejuicio". Trabajó en el guion con el director Julian Jarrold durante un período de dos años.
En 2011, se informó que Hood estaba trabajando como guionista de Reykjavík, una película dramática sobre la Guerra Fría. Fuentes de los medios informaron que iba a ser dirigida y producida por Ridley Scott, aunque también se cuestionaba si su agenda se ajustaría al calendario previsto para la película. La película está programada para ser protagonizada por Michael Douglas como Ronald Reagan y Christoph Waltz como Mijaíl Gorbachov, y comenzaría a rodarse en marzo de 2013.